# Hippolyte Boulenger
Hippolyte Emmanuel Boulenger (Tournai, 1837-1874) va ser un paisatgista belga influït per l'Escola de Barbizon, considerat el "Corot" belga.
Fill de pares francesos, Hippolyte Boulenger va néixer a Tournai el 1837. Hi va viure durant la seva joventut i després es va traslladar a París, on va estudiar dibuix entre 1850 i 1853. Aquest any se'n va anar a Brussel·les per treballar, mentre que en les nits estudiava en la Reial Acadèmia de Belles Arts al costat de Joseph Quinaux, paisatgista.
Va conèixer al retratista Camille Van Camp el 1863, qui es va convertir en el seu mentor i mecenes. Ell va ser qui va mostrar la seva primera pintura en el Saló de Brussel·les el mateix any. Boulenger va ser a Tervuren en 1864, i va reunir al seu al voltant a un grup de pintors afins per conjunyir-los a l'Escola van Tervuren, una versió belga de l'Escola de Barbizon, de la qual ell es va convertir en líder. Al mateix temps, el seu principal model va ser Jean-Francois Millet, encara que els seus últims treballs van ser més propers a Corot. Cap a 1866, ja era famós en diversos cercles d'art belga.
Va contreure matrimoni en 1868 i es va traslladar a Zaventem, però va tornar a Tervuren en 1870. Aquests van ser els seus millors i més fructífers anys, en els quals va realitzar la pintura De oude Haagbeukdreef. Tervuren, la qual li va merèixer la Medalla d'Or del Saló de Brussel·les de 1872. Durant aquest període va viatjar a Bèlgica i a l'estranger; va pintar al llarg del riu Mosa. Va ser seva el suggeriment de deixar dirigir la creació de la Societat Lliure de Belles Arts, amb un cercle de joves artistes belgues, que va incloure a Alfred Verwee, Felicien Rops i Constantin Meunier, al costat de membres honoraris de l'estranger com Corot, Millet, Honoré Daumier, Gustave Courbet i Willem Maris.
Cap a 1869 va començar a patir epilèpsia. Conjugat amb l'abús de l'alcohol, aquesta malaltia li va provocar la mort en un hotel de Brussel·les el 1874.

## Obres
- Josaphat Valle en Schaarbeek, 1868, Museu Reial de Belles Arts, Anvers.
- Després de la tempesta del capvespre, 1869, Museu Reial de Belles Arts, Ghent
- La Inundació, 1871, Museu Reial de Belles Arts de Bèlgica, Brussel·les.[2]